# Alkoven (Bettnische)

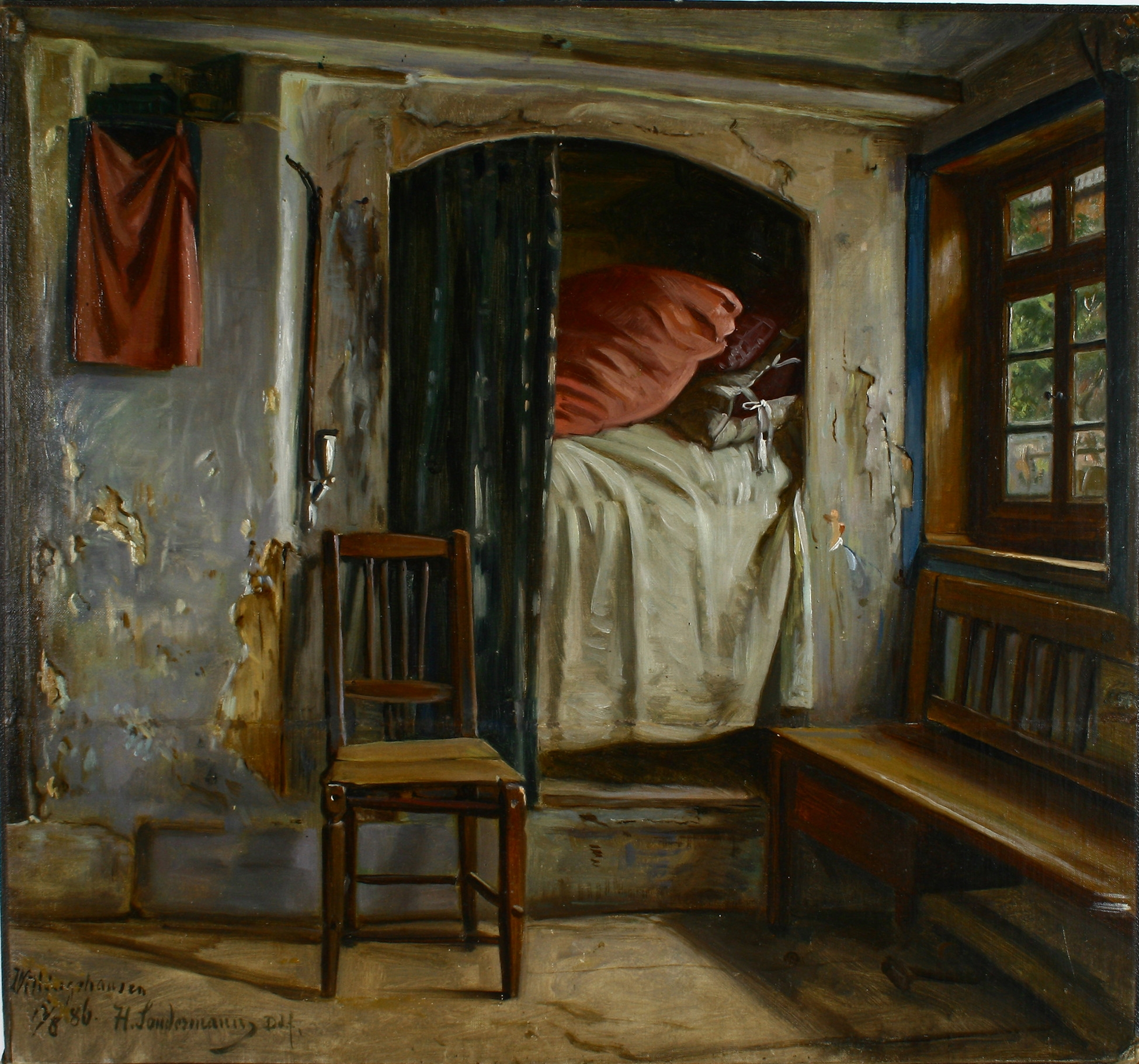
Alkoven in einem Willingshäuser Bauernhaus, Gemälde von Hermann Sondermann, 1886

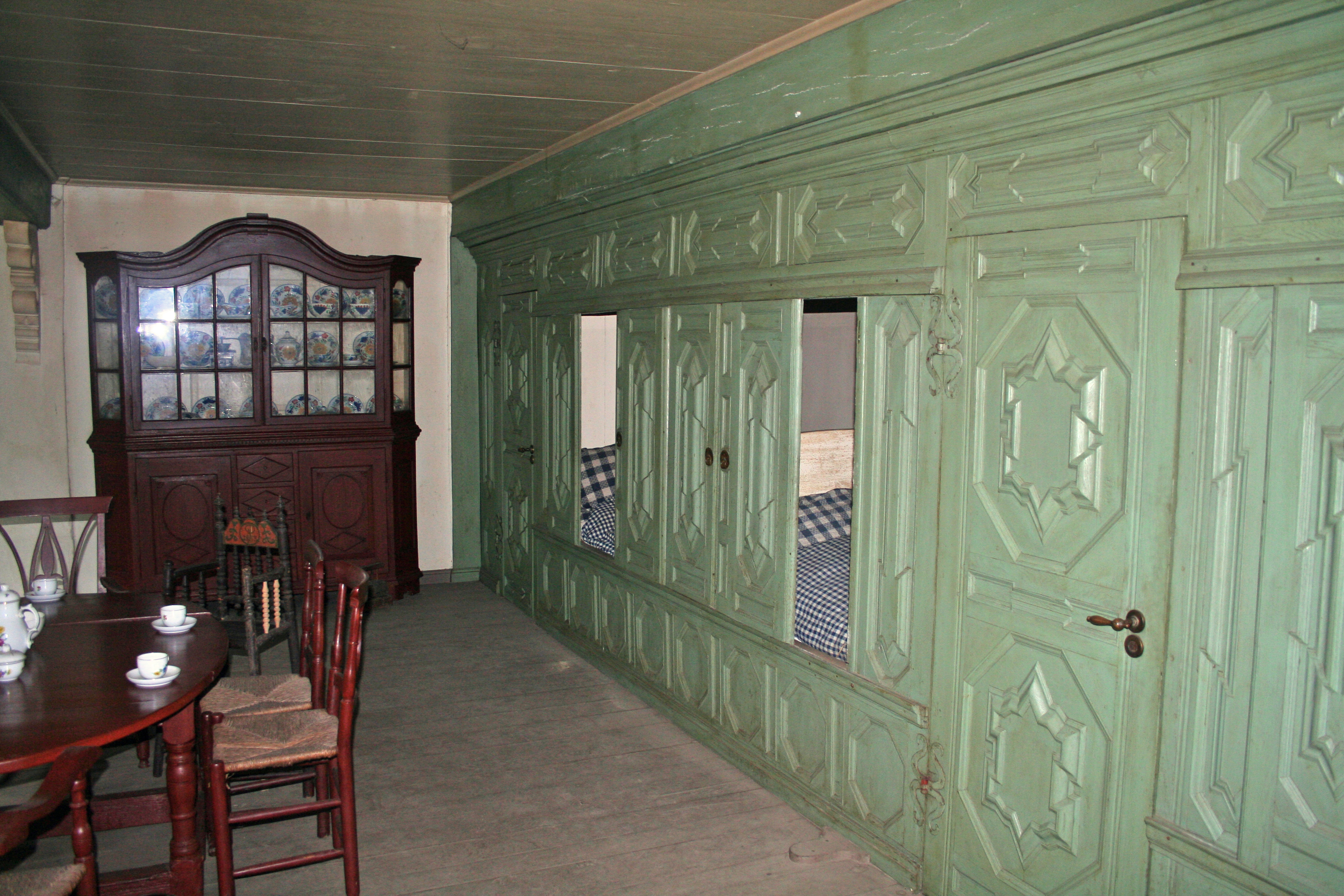
Alkoven im Museumsdorf Cloppenburg

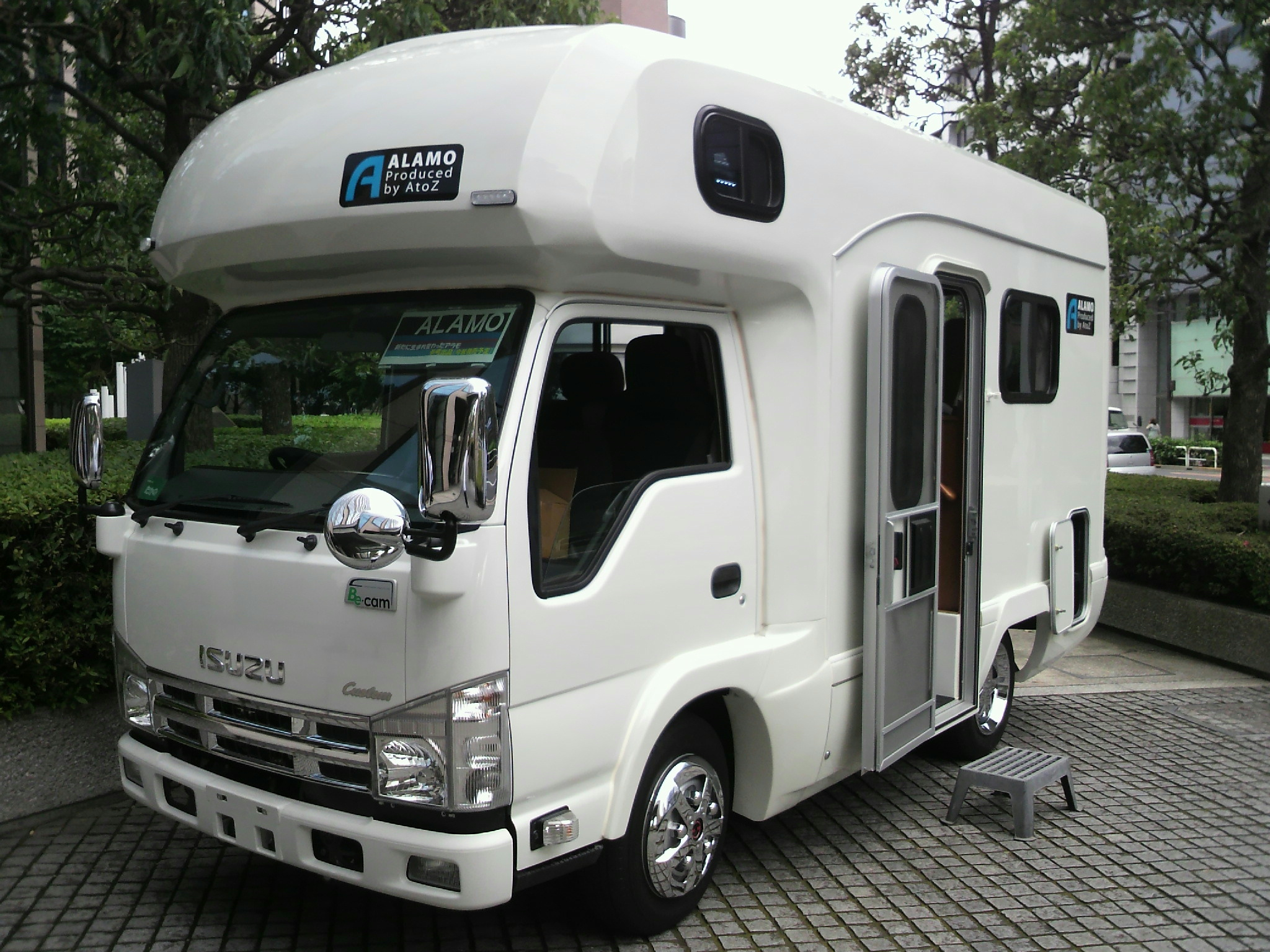
Wohnmobil mit Alkoven über der Fahrerkabine

Der Alkoven (arabisch القبة al-qubba ‚Kuppel‘, um 1700 über französisch alcôve, spanisch alcoba) ist eine „Bettnische, Schlafnische“ oder ein „Wandbett“. Im Plattdeutschen wird für Bettnische auch der Begriff Butze verwendet. Im Münsterland, in Südoldenburg und Ostwestfalen ist die Bezeichnung Durk gebräuchlich. Eine alternative Herleitung führt spanisch alcoba auf lateinisch cubare, „liegen“ zurück, auf das auch italienisch cova, „Lagerstätte“, und covo, „Höhle“ zurückgehen.
Verschiedene Formen von Bettnischen können unterschieden werden:
- Eine historische Bettnische oder ein kleiner Nebenraum in einem Zimmer, in dem sich die Schlafgelegenheit (Bett oder einfach Decken) befindet. Alkoven waren wärmer als freistehende Betten und boten eine größere Intimsphäre. Dienstboten hatten früher nicht selten nur eine kleine Kammer mit einem Alkoven, in die sie sich zurückziehen konnten.
- In Bauernhäusern ein Schrankbett.[3] Solche Alkoven wurden früher meistens zwischen Döns und Küche eingebaut oder in der Querdiele, die den Wohn- und den Wirtschaftsbereich trennte.
- Im höfischen Bereich bedeutete das Bett im Alkoven etwas Privates. Es stand nicht frei mit einem exponierten Betthimmel, wie die Paradebetten in den Schlössern des Absolutismus. Aus diesem Gegensatz erklärt sich die Form und Funktion in Zeremoniell und Architekturtheorie des 17. und 18. Jahrhunderts.
- Eine Bettnische in einem Wohnmobil oder Lastkraftwagen hinter oder über dem Führerstand.

In historischen Alkoven wurde meist in sitzender Haltung geschlafen, weshalb die Alkoven oft nur ca. 1,60 m lang sind. Alkoven waren hygienisch problematisch, da das Stroh teilweise nur selten gewechselt wurde, die Belüftung schlecht war und in Bauernhäusern unter den Alkoven oft Lebensmittelvorräte gelagert wurden. Zur Bekämpfung der Tuberkulose wurde ab Ende des 19. Jahrhunderts gegen Alkoven baupolizeilich vorgegangen. Im Freistaat Oldenburg zahlten die Krankenkassen 1926 pro entferntem Alkoven 100 Reichsmark. Dennoch blieben Alkoven in Norddeutschland bis in die Mitte des 20. Jahrhunderts in Benutzung, überwiegend in ärmeren Bevölkerungsschichten.